# František Rompart
František Rompart (17. listopadu 1877 České Budějovice – 27. prosince 1941 Koncentrační tábor Mauthausen) byl český pedagog, činovník Sokola a oběť nacismu.

## Život
František Rompart se narodil 17. listopadu 1877 v Českých Budějovicích v rodině německého dělníka firmy Koh-i-noor Hardtmuth Antona Romparta a české rozvažečky mléka Anny, rozené Maškové, jako jedno z jejich čtrnácti dětí. V rodném městě vystudoval českou reálku a poté chemické inženýrství na Vysoké škole technické v Praze. Následně studoval a složil profesorské zkoušky z chemie, matematiky, fyziky, s odstupem času i ze zbožíznalství pro obchodní školy na Univerzitě Karlo-Ferdinandově. Jako pedagog poté krátce působil na obchodní škole v Hradci Králové, od roku 1903 pak na Polívkově státním reálném gymnáziu v Olomouci, kde mezi lety 1929 a 1938 zastával funkci ředitele. V roce 1908 se oženil s Miloslavou Hýblovou, manželům se ve stejném roce narodila dcera Miloslava a v roce 1912 dcera Ludmila. František Rompart se aktivně účastnil společenského, politického a sportovního života v Olomouci. Jako činovník Sokola se stal župním starostou, byl členem Národní jednoty, správní rady firmy Zora, mezi lety 1918 a 1929 zastával pozici prvního náměstka olomouckého starosty za Národně-demokratickou stranu. Řídil školní, živnostenský a stavební odbor. V Národně-demokratické straně se stal předsedou okresní organizace. Dále působil v Matici školské, Rotary klubu, Vyšší lidové škole a Osvětovém sboru. Po německé okupaci v březnu 1939 odmítl vybídnutí k emigraci i přihlášení se k německé národnosti svého otce. Dne 8. října 1941 byl zatčen gestapem v rámci Akce Sokol zaměřené proti činovníkům Sokola. Vězněn byl v Olomouci, Brně a koncentračním táboře Mauthausen, kde 27. srpna 1941 zemřel na zápal plic či zánět mozkových blan. Urna s jeho popelem byla pohřbena na urnovém hřbitově ve Steyru.